# Ílion
Ílion (en griego: Ίλιον, antiguamente Nea Liosia, Νέα Λιόσια) es un municipio griego de la periferia de Atenas Occidental y del área metropolitana de la Gran Atenas, ubicado a 5 km al noroeste del centro de la ciudad.

## Hermanamiento
- Armilla, España[1]